# ميكونازول
ميكونازول (Miconazole) دواء مضاد للفطريات، واستخدامه شائع منذ سنوات الـ 70 من القرن الماضي. يتواجد الدواء كمستحضرات للجلد والمهبل، لعلاج أنواع العدوى التي تسببها المبيضة (Candida) في المهبل وعدوى السعفة (Tinea) في الجلد، التي تصيب عادة، اكف الاقدام والاربية. ان التاثيرات الجانبية عند استخدام العلاج الموضعي غير شائعة.
هو على قائمة منظمة الصحة العالمية للأدوية الأساسية، والأدوية الرئيسية المطلوبة في النظام الصحي الاساسى.

## الأشكال الصيدلانية
مرهم (كريم)، جل للاستخدام في الفم، كبسولة للمهبل.

## الأسماء التجارية والتركيبات

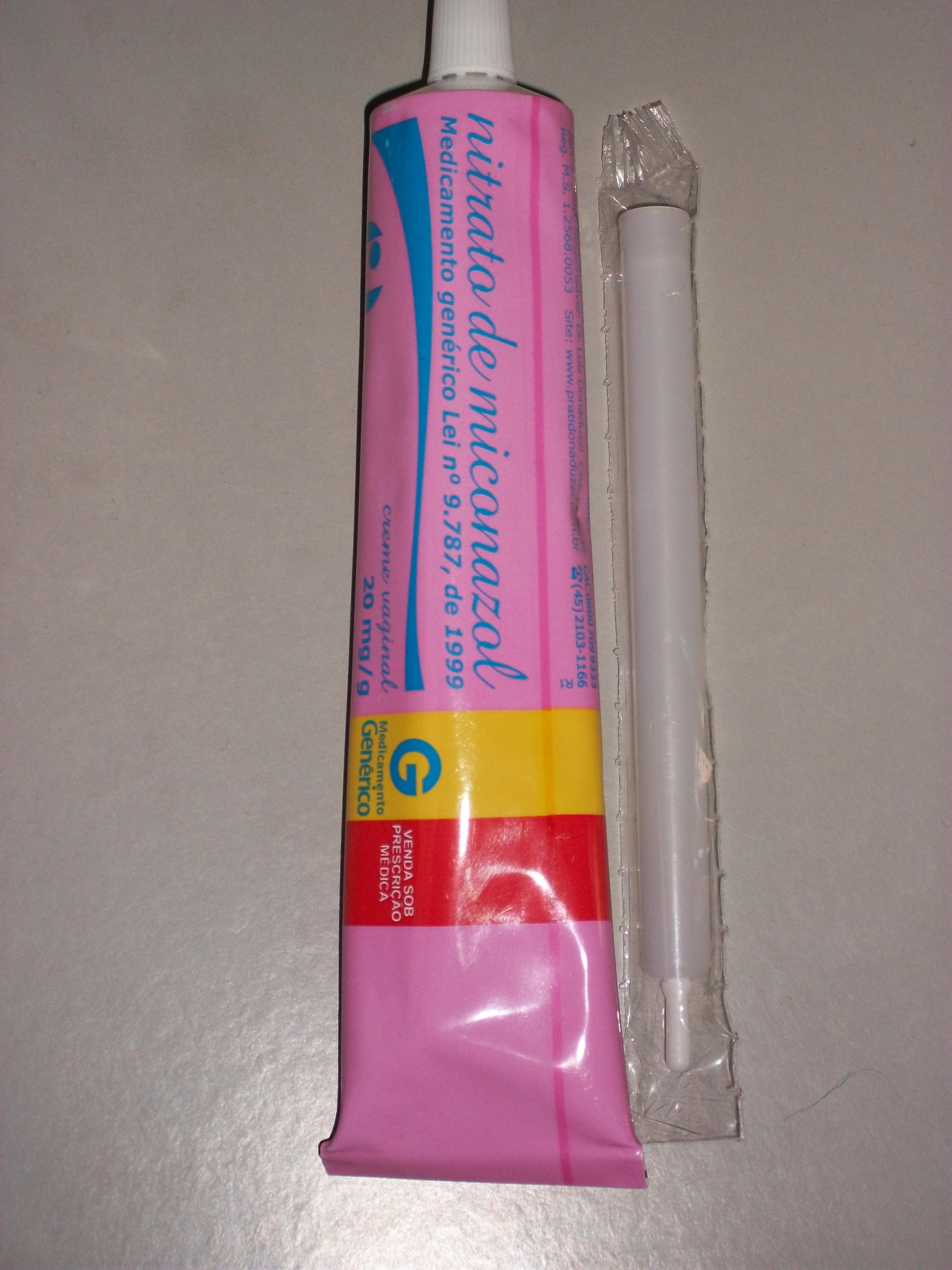
Vaginal miconazole 20 mg/g - Brazil

العلاج عن طريق الفم: (العلامات التجارية: دكتارين في UK)
- جل فموي 24 & nbsp؛ ملغ / مل (20 nbsp؛ ملغ / غ)
- Oravig 50 على & nbsp؛ ملغ مرة واحدة يوميا الشدق قرص:

## الخواص الصيدلانية
بالإضافة إلى التاثيرات المضادة للفطريات، ميكونازول، يعمل جنبا إلى جنب مع كيتوكونازول، كما هو معروف ليكون بمثابة مضاد لمستقبلات جلايكورتيكود.

## عودة الميالين
وقد تبين دور الميكونازول في تعزيز عودة الميالين من الخلايا العصبية في عدة نماذج على فئران مرض التصلب التدريجي المزمن.

## الجرعة
عدوى الجلد: مرتين يوميا. الالتهابات المهبلية: مرة يوميا قبل النوم.
للبالغين: عدوى الجلد: كمية كافية لتغطية الجلد المصاب والمنطقة المحيطة. الالتهابات المهبلية: تحميلة - 100 ملغم أو 200 ملغم لليوم. مرهم (كريم) - محتوى مطباق واحد لليوم.
- بداية الفعالية: خلال 2 - 7 أيام.
- مدة الفعالية: حتى 24 ساعة.
- تغذية: لا يوجد تقييد.

## نسيان الجرعة
لا داعي للقلق، ولكن يجب تناول الدواء أو دهنه فورا عند التذكر.

## وقف الدواء
ينبغي اتمام العلاج بالكامل. حتى، في حال طرا تحسن بالشعور، قد لا تزال العدوى الاولية موجودة، وستظهر العلامات مجددا في حال تم التوقف عن تناول الدواء مبكرا.

## جرعة زائدة
ان جرعة زائدة بشكل عرضي لا يجب ان تقلقك. اما في حال لوحظت علامات غير معتادة، أو في حال تم تناول جرعة زائدة كبيرة ينبغي اعلام الطبيب.

## تحذيرات
- أثناء الحمل: انه على الرغم من ان الميكونازول نيترات يمتص بكميات قليلة للدم عند الاستخدام الخارجي والمهبلي، فمن المستحسن الامتناع عن استخدامه اثناء الثلث الأول للحمل. وبالرغم مما ذكر، إذا كان استخدامه ضروريا فيمكن ذلك. يعتبر الميكونازول - مقارنة بباقي الادوية المضادة للفطريات، الدواء الأكثر امنا للاستعمال من بينها، وذلك بعد تجربة سنين عديدة، استخدم فيها الميكونازول من قبل الحوامل، دون ان يسبب عاهات خلقية أو أي اضرار للجنين. من الفئة (C).
- الرضاعة: مسموح. لا توجد دلائل على وجود خطر على الطفل.
- الأطفال والرضع: يجب تقليل وملائمة الجرعة حسب الجيل والوزن.
- كبار السن: لا توجد مشاكل خاصه.
- السياقة: لا توجد مشاكل معروفه.

## تأثيرات جانبية
- حرقة.
- طفح جلدي.[4]

## التخزين والحفظ
يجب حفظ الدواء في وعاء محكم الاغلاق في مكان بارد وجاف، بعيدا عن متناول ايدي الأطفال.